# بيني بيرين
بيني بيرين (بالإنجليزية: Benny Perrin)‏ هو لاعب كرة قدم أمريكية أمريكي، ولد في 20 أكتوبر 1959 في مقاطعة أورانج في الولايات المتحدة، وتوفي في 3 فبراير 2017 في ديكاتور في الولايات المتحدة.

## وصلات خارجية
- بيني بيرين على موقع مرجع كرة القدم المحترفة.كوم (الإنجليزية)